# 행대 (중국)
행대(行臺)는 고대 중국 위(魏), 진(晉) 시대에서 금(金) 시대에 걸쳐 중앙 조정의 관부인 상서성(尚書省)의 분사(分司) 기관으로써 중앙 외의 지방에 설치, 상서를 관장했던 임시기구이다. 「대」(臺)란 상서성의 다른 이름인 중대(中臺)를 가리키며, 출정 시 주둔하던 곳에 설치된 임시성 기구를 가리켜 「행대」(行臺) 또는 「행상서대」(行尙書臺), 「행대성」(行臺省)이라고 불렀다.

## 위진 시대
조위(曹魏) 감로(甘露) 2년(257년) 사마소(司馬昭)가 제갈탄(諸葛誕)을 토벌하면서 상서복야(尚書僕射) 진태(陳泰)와 중서시랑(中書侍郎) 종회(鍾會) 등을 「행대」로써 종군시켜 출정하였다.
서진(西晉) 영가의 난 때는 상서령(尚書令)을 맡고 있던 동해왕(東海王) 사마월(司馬越)이 「행대」로써 군을 이끌고 사방으로 북조의 석륵(石勒)을 공격했다. 이후 상서성의 장관이 출정할 때 장관을 수행하는 군사 기구를 가리켜 「행대」라고 부르게 되었다.

## 남북조 시대
북위(北魏)에서 「행대」는 황제가 파견하는 특사로 이루어져 군사를 지휘하거나 변경을 순시하는 임무를 맡았지만, 상설 기구도 아니었고, 지방의 민정에도 관여할 수 없었다. 천흥(天興) 원년(398년)에 도무제(道武帝)가 후연(後燕)의 수도가 있는 중산(中山) 일대를 쳐서 점령하고 도성이 멀리 평성(平城)에 있어 가까운 업성(鄴城)과 중산에 「행대」를 두었고, 상서령 탁발의(拓跋儀)가 관리하도록 했다. 희평(熙平) 원년(516년)에 남조(南朝)의 양 무제(梁武帝)가 좌유격장군(左遊擊將軍) 조조열(趙祖悦)을 보내 수춘(寿春) 땅을 압박하자 북위는 이평(李平)을 상서우복야(尚書右僕射)로 삼고 「행대」로써 여러 군을 지휘하게 해서 협석성(硖石城)을 부수고 조조열을 죽였다. 효문제(孝文帝)는 수도를 낙양으로 옮기고 상서좌복야(尚書左僕射) 원회(源懷)를 「행대」로 삼아 북쪽 변경의 6진(六鎮)과 항(恆), 연(燕), 삭(朔) 등의 3개 주를 순시하게 했었다. 정광(正光) 5년(524년)에 육진의 난 같은 반란 사건이 잇따라 터지자 북위 왕조는 이들 「행대」를 각지에 보내 반란 진압을 지휘하게 해야 했다. 전후로 상서복야 원유의(元脩義)와 대도독(大都督) 소보인(蕭寶寅)을 「서도행대」(西道行臺)로 삼아 관중(關中)에서 일어난 반란을 진압하게 했고, 효창(孝昌) 원년(525년)에도 상서유주자사(尚書幽州刺史) 상경(常景)을 「행대」로 삼아 하북(河北)에서 일어난 두락주(杜洛周)의 난을 진압하게 했다.
효명제(孝明帝)와 효장제(孝莊帝)의 치세에 「행대」는 여러 차례 옮겨졌다. 「행대」의 장관은 으레 그 주의 자사 또는 도독제주군사(都督諸州軍事)를 겸임하는 경우가 많았고, 차츰 지방의 군사지휘기관으로 변해갔다. 정광 연간에 조세표(曹世表)가 「동남도행대」를 맡으면서 동예주자사(東豫州刺史)가 된 것이 그 예이다. 위자건(魏子建)은 「산남행대」로써 양(梁), 파(巴), 이익(二益), 양진(兩秦)의 일을 모두 그가 맡도록 하였다. 또한 정광 말기에는 설유의(薛脩義)가 도독화유동진제주군사(都督華、豳、東秦諸州軍事)를 맡아 「서도행대」가 되었다. 효창(孝昌) 연간에는 양진(楊津)이 정주자사(定州刺史)로 「북도행대」를 겸했고, 나아가 무태(武泰) 원년(528년)에 효명제가 이주영(爾朱榮)을 「북도대행대」로 임명하는데, 이것이 「대행대」의 시초였다. 그 뒤 이주씨(爾朱氏) 형제와 아들, 조카가 모두 한 지방을 차지하다시피해서 「대행대」로 임명되었다.
북위 말년에 고환(高歡)이 전권을 쥐고 「대행대」가 되고 나머지 「행대」는 모조리 폐지되었다. 효무제는 고환의 권력을 분산시키려 하발악(賀拔岳)을 「관서도대행대」(關西道大行台)로 삼아 도독옹양량등이십주제군사(都督雍、涼、梁、益等二十州諸軍事)를 맡기고, 하발승(賀拔勝)을 형주자사(荊州刺史)、상서좌복야(尚書左僕射)로 「남도대행대」로 삼았다. 하발악이 죽은 뒤에는 우문태(宇文泰)가 그 지위를 이었는데, 북위가 동서로 나뉘고 고환은 동위(東魏)의 승상이 되어 「대행대」를 병주(并州)에 두고, 주치(州治) 진양(晉陽)에 승상부(丞相府)를 두었다. 우문태는 서위(西魏)에서 「대행대」를 맡아 도독내외군사(都督内外軍事)를 맡아 옹주(雍州)를 진수하였다. 고환은 후경(侯景)을 「하남도대행대」로 삼아 호뢰(虎牢) 땅을 진수하게 해서 10만 병사를 끼고 하남을 도맡아 서위나 양과의 전쟁을 지휘하게 했다. 양 중대동(中大同) 2년(547년)에 후경은 반란을 일으켜 양에 가담해 버렸고, 표문을 올려 황하(黃河) 남쪽, 함곡(函谷) 동쪽과 하구(瑕丘) 서쪽, 예(豫)、광(廣)、정(郢)、형(荊)、양(襄)、연(兗)、남연(南兗)、제(濟)、동예(東豫)、낙(洛)、양(陽)、북형(北荊)、북양(北揚) 등 13주 땅을 들어 양에 바쳤다. 이들 지역은 모두 「하남도대행대」의 관할이었다.
북위 「행대」의 조직은 중앙의 「중대」(즉 상서대)와 같이 령(令), 복야(僕射), 상서(尚書), 승(丞), 랑(郎) 등의 관원이 존재했지만, 모두 임시직으로써 권력을 지니고 있을 뿐이었고, 완비된 것은 아니었다. 「행대」의 장관도 정해진 것이 아니어서 령(令)이 맡는가 하면 복야나 상서 등의 관위가 맡는 경우도 있었다.
북제(北齊)의 「행대」는 북위의 제도를 이어받았다. 「병주대행대」(并州大行台)는 병주상서성(并州尚書省)을 개칭한 것으로 지위가 업성에 있는 북제 중앙 상서성 아래 기관에 불과했고, 나머지 대는 모두 해당 주(州)의 처분을 받았다. 기록에는 다음과 같은 행대가 등장하고 있다.
- 「유주도행대」(幽州道行臺), 별칭 「북도행대」, 위치는 계(薊, 지금의 베이징 서북부)
- 「삭주도행대」(朔州道行臺), 위치는 광안(廣安, 지금의 산시성 삭현)
- 「진주도행대」(晋州道行臺), 위치는 평양(平陽, 지금의 산시 성 임분臨汾)
- 「건주도행대」(建州道行臺), 위치는 고도(高都, 지금의 산시 성 진성晉城 동북부)
- 「동옹주행대」(東雍州行臺), 위치는 정평(正平, 지금의 산시 성 신강新絳)
- 「낙주행대」(洛州行臺), 별칭 「하남도행대」, 위치는 낙양
- 「하양도행대」(河陽道行臺), 위치는 하양(河陽, 지금의 허난성 맹현孟縣 서쪽)
- 「예주도행대」(豫州道行臺), 위치는 여남(汝南, 지금의 허난으로 이어짐)
- 「동서주행대」(東徐州行臺)，별칭 「동남도행대」, 위치는 하비(下邳, 지금의 장쑤江蘇로 이어짐)
- 「양주도행대」(揚州道行臺), 위치는 수춘(壽春, 지금의 안후이성 수현壽縣)

이밖에 동위, 북제(北齊)에서도 임시 기구로써 「행대」를 두었고, 서위나 남조 양(梁)과의 전투를 지휘하고 지방을 순시했으며 업무를 마치면 철폐되었다. 북제의 문선제(文宣帝) 때 신술(辛術)을 동서주자사(東徐州刺史)로 삼았는데, 「동남도행대」는 하비에 있으면서 10여 주 지역의 범법자를 다스려서 모두 신술의 처분에 맡겼다. 이때부터 「행대」는 지방의 민정까지 맡아보는 기구가 되었다.
서위의 경우 「행대」는 상설직이 아니었다. 우문태가 스스로를 「대행대」라 불렀던 것을 제외하면, 독고신(獨孤信)이 형주자사(荊州刺史)가 되어 「동남도행대」가 되었고, 왕사정(王思政)이 「동도행대」를 맡아 옥벽(玉壁)에 주둔하면서 도독빈진병제주제군사(都督汾、晉、並諸州軍事)를 겸했다. 후경이 동위에서 반란을 일으키자 왕사정이 서위 군사를 거느리고 거점을 영주(潁州)로 옮겼는데, 이때 「행대」 역시 옥벽에서 행대로 옮겨졌다. 북주(北周)는 행대를 폐지하고 총관부(總管府)를 두었는데 이는 사실 행대의 후신격이었다.
남조에는 「행대」와 같은 제도는 없었다. 유송(劉宋)이나 남제(南齊)의 경우 중앙에서 부세를 거두기 위해서 내려보내는 사신을 으레 「행대」라 부르는 경우는 있었지만, 그 이름은 서로 달랐다. 후경이 항복하자 양 무제는 그가 북조에서 쓰던 「대행대」의 칭호를 그대로 쓰는 것을 허락하고, 후경을 하남왕(河南王) 도독하남제군사(都督河南諸軍事)로 삼았다.

## 수당 시대
수(隋)의 문제(文帝) 개황(開皇) 2년(582년)에 병(並), 낙(洛), 익(益) 3개 주에 각기 하북도(河北道), 하남도(河南道), 서해도(西南道) 행대상서성을 두었고, 황자 광(廣), 준(俊), 수(秀) 세 사람에게 각기 행대상서령을 맡겼다. 훗날 낙주행대는 폐지되었고, 다시 양주(襄州), 수춘(壽春) 두 곳에 산남도(山南道), 회남도(淮南道)행대를 설치했다. 이들 두 행대는 모두 진(陳)을 치기 위한 것으로 통일 뒤에는 폐지되었다. 개황 9년(589년) 이후 행대는 모두 폐지되어 행대가 있던 병, 양, 익 3개 주 및 형주(荊州)를 포함한 네 곳에 대총관부(大總管府)가 세워져 각기 10여 주에서 수십 주를 관장하였다. 양제(煬帝) 대업(大業) 원년(605년)에는 이들 총관부 역시 폐지되었다.
당(唐) 왕조 초기에는 「대행대」(大行臺)가 존재했다. 낙양에 「섬동도대행대」(陝東道大行臺)가 설치되었는데, 훗날 당 태종으로 즉위하게 되는 진왕(秦王) 이세민(李世民)이 섬동도대행대의 상서령을 맡아 그 지위가 다른 「행대」보다도 더 높았다. 나머지 「행대」는 익주도(益州道)、양주도(襄州道)、동남도(東南道)、하남도(河東道)、하북도(河北道)에 설치되었고, 모두 종실(宗室)의 친왕(親王) 또는 황제가 특별히 신임하는 대장군을 상서좌복야(尚書左僕射)로 삼고 「행대주」(行臺主)를 맡겼다. 무덕(武德) 9년(626년)에 여러 도의 「행대」는 모두 폐지되었다.
수당 시대의 「행대상서성」은 「행대상서령」을 최고 장관으로 삼았고, 령이 없을 경우 좌복야를 장관으로 삼았다. 세부 관직은 중앙의 상서성과 비슷하면서도 조금씩 다른 부분이 있었다. 「행대」는 주로 군사 업무 처리를 위해 설치되었기에 병부(兵部)가 가장 우선이었고, 또한 겸해서 민사(民事)를 맡아보았기 때문에 이(吏), 호(戶), 형(刑), 공(工) 등의 부도 설치되었는데, 으레 한 사람이 한꺼번에 두 개, 세 개의 부를 겸직하는 일도 있었다. 다만 예부(禮部)의 경우 중앙 권력을 침해한다고 해서 설치되지 않았다.
「행대」는 통할 구역이 넓고 지위는 막중하며 권력도 컸지만 중앙집권통치에는 적합하지 않았고, 당 태종은 즉위한 뒤 양제가 그랬던 것처럼 없애 버렸다.

## 금나라 이후
금(金) 천회(天會) 15년(1137년)에 금은 자신들이 세웠던 괴뢰 국가인 제(齊)를 없애고 옛 송(宋) 왕조의 수도인 변경(汴京, 지금의 허난성 카이펑)에 「행대상서성」을 세워 제가 다스리던 지역을 관리하게 했다. 「행대상서성」은 조정의 상서성의 지휘를 받아 행대좌승상(行台左丞相)과 행대우승상(行台右丞相)이 설치되었다. 천권(天眷) 원년(1138년)에 남송과의 화의에 따라 하남(河南), 섬서(陝西)의 땅을 남송에 돌려주고, 「행대상서성」도 중경(中京)으로 옮겨 설치되었다. 다만 천권 3년(1140년) 5월에 완안종필(完颜宗弼, 올술)이 진승도원수(晋升都元帅)로 화의를 깨고 송을 공격해 하남과 섬서 땅을 다시 빼앗고 「행대상서성」을 다시 변경으로 옮겼다. 천덕(天德) 2년(1150년)에야 「행대상서성」은 폐지되었다.
원(元) 왕조에서는 상서성이 아닌 「어사대」(御使臺)를 세우고 이를 줄여서 「행대」(行臺)라고 불렀다. 이후 지방 행정 기구 및 행상서성의 권력은 행중서성(行中書省)이 대체하게 되었다.

## 같이 보기
- 정동행중서성